# SN 2005kj
SN 2005kj – supernowa typu IIn odkryta 17 listopada 2005 roku w galaktyce A084009-0536. W momencie odkrycia miała maksymalną jasność 16,30m.